# Candy cutie
『candy cutie』（キャンディー・キューティー）は、2003年5月21日にcontemodeより発売されたcapsuleの6枚目のCDマキシシングルで（品番：YCDW-00013）、アルバム『CUTIE CINEMA REPLAY』からのシングルカットである。
capsule（現 CAPSULE）のデビューシングル『さくら』の発売20周年となる2021年3月28日からは、iTunes Storeや各種ストリーミングサービスでも配信されており、配信でのタイトル表記は上記の通り英語小文字表記だが、ヤマハミュージックコミュニケーションズの商品紹介ページでは、表記は『キャンディーキューティー』である。
発売当時、タワーレコードにて本作を購入した際、特典CD『tone cooking』（品番：YCSP-00060）（ジャケットのアーティスト表記は「capsule+++」）が付属した。本ページでは、こちらについても記述する。

## 楽曲について

### 本編CD
1.キャンディー キューティー
シングル『CUTIE CINEMA pre-PLAY』及びアルバム『CUTIE CINEMA REPLAY』に収録された際とイントロが異なる。

### タワーレコード特典CD『tone cooking』
1.tone cooking
アルバム『phony phonic』収録の「cosmic tone cooking」の原曲である。ゲストボーカル及びボイスサンプルにミキコ（COPTER4016882）、ミミ（twinkle jack）、わんた（Hazel Nuts Chocolate）、ウカイ（COPTER4016882）うっちー（capsuleのスタッフ）が参加しているほか、ウカイはギター、わんたはパーカッションでも参加している。特典CD以外には一切収録されておらず、配信もされていない。

## 収録曲について
全作詞・全作曲：中田ヤスタカ
| #  | タイトル                                                                              | 作詞 | 作曲・編曲 | 時間 |
| -- | ------------------------------------------------------------------------------------- | ---- | ---------- | ---- |
| 1. | 「キャンディー キューティー」(feat.Sonic Coaster Pop)                                 |      |            | 3:36 |
| 2. | 「call me call me」(feat.Sonic Coaster Pop)                                           |      |            | 3:53 |
| 3. | 「キャンディー キューティー (Monkey Party mix)」(remixed by KOFTA)                    |      |            | 3:41 |
| 4. | 「キャンディー キューティー (no----Nashville mix)」(remixed by Plus-Tech Squeeze Box) |      |            | 2:25 |

| #  | タイトル         | 作詞 | 作曲・編曲 | 時間 |
| -- | ---------------- | ---- | ---------- | ---- |
| 1. | 「tone cooking」 |      |            | 3:51 |